# Peer Gynt (suita)
Peer Gynt – tytuł zarówno muzyki do dramatu Henryka Ibsena, jak i dwóch zestawionych zeń suit o tym samym tytule. Autorem muzyki jest Edvard Grieg. Chronologia powstania:
- Peer Gynt, dramat (1867)
- Peer Gynt op. 23 - muzyka do dramatu Ibsena, 26 numerów (1874–1875/1892)
- Peer Gynt op. 46 - I suita (1888)
- Peer Gynt op. 55 - II suita (1891)

## Powstanie i historia
Peer Gynt Griega jest dziełem napisanym na zamówienie. Kiedy Henryk Ibsen zamierzał wystawić swój dramat, zwrócił się do Griega z prośbą o napisanie muzyki do wybranych scen. W ten sposób powstało 26 numerów, z których w następnych latach Grieg wybrał osiem, jego zdaniem najbardziej efektownych, zestawiając je w dwie suity. Już I suita Peer Gynt zyskała sobie dużą popularność, przynosząc rozgłos kompozytorowi. Obie suity były też zawsze bardziej znane niż leżący u źródeł ich powstania dramat.
Dzieło doczekało się wielu transkrypcji, również opracowań choreograficznych.

## Części suit

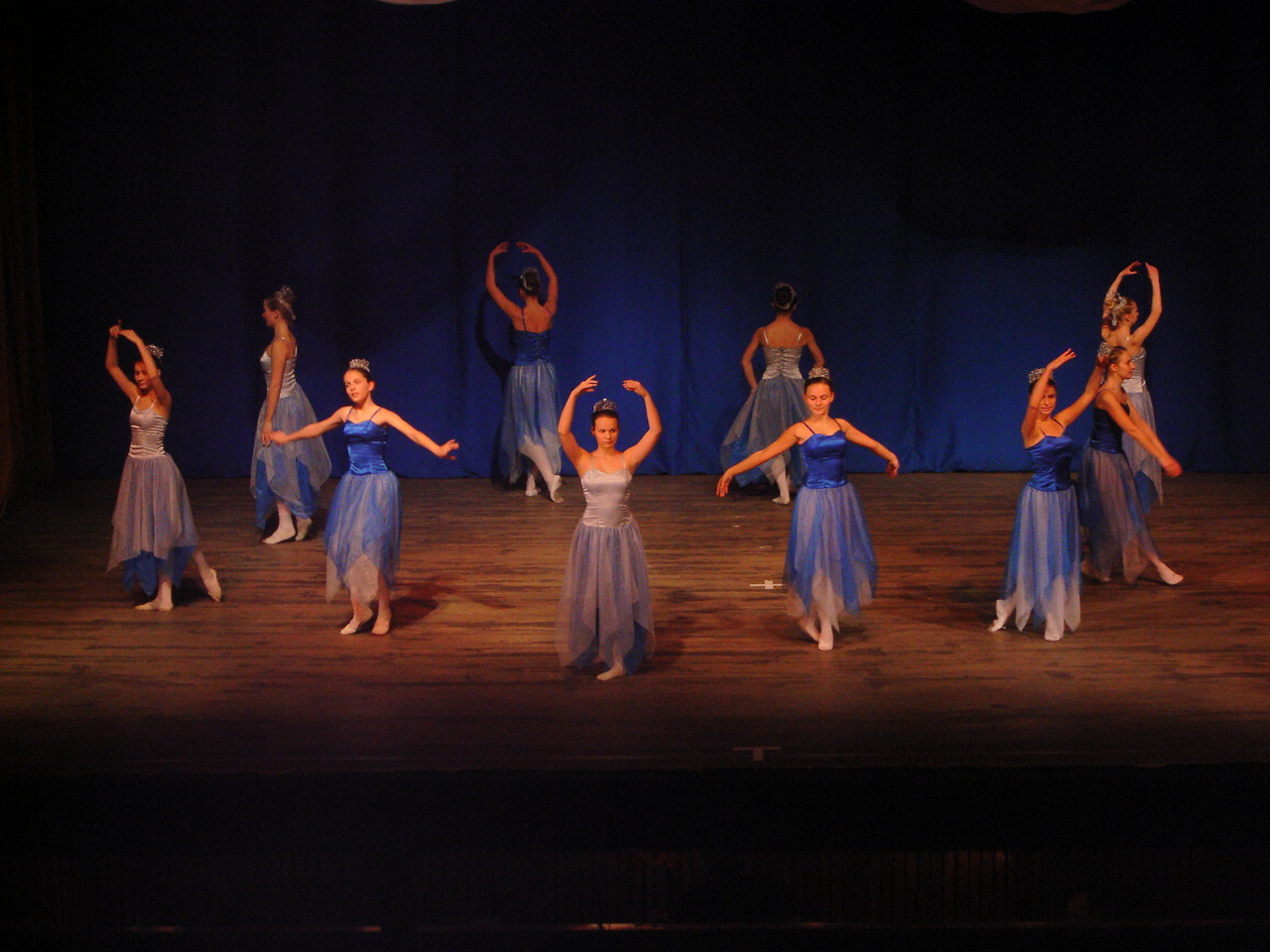
Taniec Anitry w wykonaniu zespołu częstochowskiej Szkoły Baletowej na scenie Filharmonii Częstochowskiej

(w nawiasach podano: tytuł oryginalny, akt z którego numer pochodzi oraz tempo numeru)

### I suita (op. 46)
- Poranek (norw. Morgenstemning, IV akt, Allegretto pastorale)
Utwór jest wprowadzeniem do czwartego aktu dramatu Ibsena. Akcja sceny rozgrywa się w Afryce, ale wschód słońca Griega (uchodzący za jeden z najpiękniejszych w muzyce) ma koloryt skandynawski.

- Śmierć Azy (Åses død, III akt, Andante doloroso)
Utwór napisany tylko na instrumenty smyczkowe, jest przejmującą ilustracją do sceny umierania Azy, matki Peer Gynta. Tytułowy bohater siedzi przy jej łożu, odsuwając od niej obraz nadchodzącej śmierci, opowiada o swoich przygodach. Nie zauważa, że matka w pewnym momencie już go nie słyszy.

- Taniec Anitry (Anitras dans, IV akt, Tempo di mazurka)
Anitra była córką arabskiego szejka. Miniatura, skomponowana również na same smyczki, jest egzotycznym tańcem, utrzymanym jednak w charakterystycznym rytmie mazurka.

- W grocie Króla Gór (I Dovregubbens hall, II akt, Alla marcia e molto moderato)
Utwór nawiązuje do mrocznych sag skandynawskich, pełnych opowieści o koboldach, gnomach czy trollach. Prześladują one Peer Gynta za uwiedzenie córki Króla Gór. Cały utwór zbudowany jest na jednym motywie, wielokrotnie przetwarzanym w różnych obsadach instrumentów i narastającej dynamice. Obok Bolera Ravela jest to jeden z najwybitniejszych przykładów formy jednorodnej.

### II suita (op. 55)
- Porwanie narzeczonej - lament Ingrid (Bruderovet - Ingrids Klage, I akt, Allegro furoso. Andante doloroso)
Peer Gynt z wesela uprowadza pannę młodą, tytułową Ingridę, w zemście za nieprzychylne przyjęcie z jakim spotkał się ze strony gości. Utwór ma budowę trzyczęściową, zbudowany jest z kontrastujących części: pierwsza i ostatnia opisuje wzburzenie weselników, druga jest pieśnią porwanej.

- Taniec arabski (Arabisk dans, IV akt, Allegretto vivace)
 Ma charakter jeszcze bardziej orientalny niż Taniec Anitry z I części suity.

- Powrót Peer Gynta. Burzliwy wieczór na morzu (Peer Gynts hjemfart. Stromfull aften på havet, V akt, Allegro molto agitato)
Po latach wędrówki pełnej przygód Peer Gynt powraca do Norwegii. Statek, którym płynie, tonie podczas burzy, ale on jeszcze raz wychodzi cało z tarapatów.

- Pieśń Solwejgi (Solveigs Sang, IV akt, Andante)
Jest to najbardziej znany utwór cyklu, mimo zdecydowanie większej popularności pierwszej suity niż drugiej. Oparty na norweskich motywach ludowych, został napisany przez kompozytora do wzruszającej sceny powrotu Peer Gynta do Solwejgi. Wierna swojej pierwszej miłości, siedzi przed chatą w górach i śpiewa. Nie widzi zbliżającego się Peer Gynta, straciła wzrok płacząc z rozpaczy za nim przez tyle lat.

## Posłuchaj
- W przypadku problemów z odtwarzaniem zobacz instrukcję obsługi